# Irene Uchida
Irene Ayako Uchida (* 8. April 1917 in Vancouver, Kanada; † 30. Juli 2013 in Toronto, Kanada) war eine kanadische Humangenetikerin, Biologin und Hochschullehrerin. Sie war emeritierte Professorin für Pädiatrie und Pathologie an der McMaster University und Direktorin für Zytogenetik am Oshawa General Hospital. Sie war die erste Kanadierin, die die Auswirkungen der Strahlung auf ungeborene Babys untersuchte.

## Leben und Werk
Uchida wurde als Ayako Uchida als Tochter der japanischen Einwanderer Sentaro und Shizuko Uchida geboren. Ihr Vater besaß in Vancouver zwei japanische Buchhandlungen. In ihren frühen Jahren spielte sie Klavier, Orgel und Violine und trat oft in der Japanese United Church auf. Ihr Musiklehrer behauptete, ihren Vornamen nicht richtig aussprechen zu können, und nannte sie Irene.
Nach der High School begann sie ihr Studium der englischen Literatur an der University of British Columbia (UBC). In dieser Zeit setzte sie sich auch für die Rechte japanischer Kanadier ein. Zu diesem Zweck trat sie in die Japanese Canadian Citizens League ein und schrieb für deren Zeitung New Canadian Newspaper. 1940 unterbrach sie ihr Studium und reiste zusammen mit zwei ihrer Schwestern zu einem Besuch nach Japan, wo ihre Mutter die Möglichkeit prüfte, die Ausbildung der jüngsten Kinder in Japan fortzusetzen. Im November 1941 kehrte Uchida während des Zweiten Weltkriegs mit dem letzten Schiff vor dem Angriff auf Pearl Harbor nach Kanada zurück.
Als sie zurückkehrte, wurde ihre Familie zusammen mit 22.000 anderen japanischen Kanadiern von der Bundesregierung zwangsinterniert. Sie wurde zunächst in das Internierungslager Christina Lake in der Region Kootenay in British Columbia gebracht. 1942 wurden sie und ihre Familie in das Internierungslager Lemon Creek verlegt. Dort gründete sie eine Schule für internierte Kinder, an der sie bis 1944 als Direktorin und Lehrerin tätig war.
Nach dem Krieg blieb sie in Kanada, obwohl der Großteil ihrer Familie nach Japan zurückgekehrt war. Sie war jedoch gezwungen, nach Toronto umzuziehen, da die kanadische Regierung erklärte, dass alle japanischen Kanadier östlich der Rocky Mountains oder nach Japan umziehen sollten. Zu dieser Zeit war Toronto für alle japanischen Kanadier mit Ausnahme der Studenten der University of Toronto gesperrt. Mit der finanziellen Unterstützung und Unterkunft der United Church of Canada setzte sie ihre Ausbildung an der University of Toronto fort. Sie schloss 1946 ihr Studium mit einem Bachelor of Arts in englischer Literatur ab. Während dieser Zeit arbeitete sie auch als Näherin, um sich das Studium zu finanzieren. Anschließend wollte sie einen Master-Abschluss in Sozialarbeit machen, doch Norma Ford Walker ermutigte sie, ihr Studium der Genetik und Zoologie fortzusetzen. 1951 promovierte sie in Zoologie an der University of Toronto.

## Forschung zu Chromosomenanomalien
Von 1951 bis 1959 arbeitete sie am Toronto Hospital for Sick Children, wo sie genetische Störungen herzkranker Zwillinge untersuchte. 1959 erhielt sie mit Hilfe des Kinderarztes Bruce Chown ein einjähriges Stipendium der Rockefeller Foundation für ein Studium an der University of Wisconsin. Die USA verweigerten ihr zunächst die Einreise. Grenzbeamte betrachteten sie trotz ihrer Geburt in Kanada als Japanerin und das Einreisekontingent für Japaner war in dem Jahr ausgeschöpft. Schließlich erhielt sie mit Hilfe des Universitätspräsidenten einen Sonderausweis. Ihre Forschung an der University of Wisconsin konzentrierte sich auf die Chromosomen von Fruchtfliegen. Nachdem sie Fruchtfliegen Kobaltstrahlung ausgesetzt hatte, entdeckte sie, dass deren Nachkommen zusätzliche Chromosomen und ein abnormales Aussehen hatten.
1960 wurde sie Direktorin für medizinische Genetik am Kinderkrankenhaus in Winnipeg. Dort entwickelte sie einen Test für das Edwards-Syndrom, der der erste diagnostische Bluttest in Kanada war, der die Chromosomen eines Säuglings karyotypisierte. Ihre Methode des Chromosomentests wurde später verwendet, um Fruchtwasser auf Chromosomenanomalien bei einem Fötus zu testen. Die Entwicklung dieses diagnostischen Bluttests markierte den Grundstein für Kanadas erstes klinisches Zytogenetikprogramm.
1969 war Uchida mit einem Stipendium des Medical Research Council Gastwissenschaftlerin an der University of London und an einem Atomenergielabor in Harwell in Großbritannien. Nach ihrer Rückkehr nach Kanada setzte Uchida ihre Forschungen zu den Auswirkungen von Strahlung auf Menschen und Mäusen am McMaster University Medical Center in Hamilton, Ontario, fort. Sie gründete das Zytogenetik-Labor und war bis 1991 Professorin in den Abteilungen für Pädiatrie und Pathologie. Sie initiierte ein genetisches Beratungsprogramm am McMaster Medical Centre. Als Direktorin des Cytogenetics Laboratory in Oshawa, Ontario, gehörte zu ihren Aufgaben die Diagnose von Chromosomenunterschieden bei Patienten mit angeborenen Anomalien, Entwicklungsstörungen und anderen genetischen Erkrankungen.
Uchida fand heraus, dass das zusätzliche Chromosom, das das Down-Syndrom verursacht, von einem der beiden Elternteile vererbt werden kann und nicht nur von der Mutter. Sie deckte nicht nur den Zusammenhang zwischen Schwangerschaft, Röntgenstrahlen und Chromosomenanomalien auf, sondern entwickelte auch einen Test für die genetische Störung Edwards-Syndrom. Dieser erste diagnostische Bluttest in Kanada zur Profilierung der Chromosomen eines Säuglings gab den Anstoß für Kanadas erstes klinisches Programm für Zytogenetik.
Uchida ging 1985 als emeritierte Professorin in den Ruhestand. Von 1991 bis 1995 war sie als Direktorin für Zytogenetik am Lakeridge Health Oshawa tätig.
Sie wurde zu Vorträgen in viele Länder eingeladen und war Mitglied verschiedener wissenschaftlicher Organisationen auf Landes-, nationaler und internationaler Ebene. Sie veröffentlichte fast 100 medizinische Fachartikel.
Uchida starb 2013 im Alter von 96 Jahren in einem Pflegeheim in Toronto.
Seit 1997 veranstaltet die Universität von Manitoba alle zwei Jahre die gleichnamige Irene Uchida-Vorlesung, bei der renommierte Genetiker Vorträge vor Kinderärzten halten. Ingenium, Kanadas Museum für Wissenschaft und Innovation, stellte Uchida 2019 im Rahmen seiner Wanderausstellung Iron Willed: Women in MINT vor. Ingenium bezeichnete Uchida als die erste Kanadierin und die erste Frau, die die Auswirkungen der Strahlung auf ungeborene Babys untersuchte.

## Auszeichnungen und Ehrungen (Auswahl)
- 1963: Frau des Jahres, Winnipeg, Manitoba
- 1967: Frau des Jahrhunderts, National Council of Jewish Women, Manitoba
- 1968: Präsidentin der American Society of Human Genetics
- 1969: Leistungspreis, Altrusa Club, Winnipeg
- 1975: Ernennung zu einer von 25 herausragenden Frauen, Internationales Frauenjahr, Ontario
- 1983: Ernennung zu einer der 1.000 bedeutendsten kanadischen Frauen 1867–1967, Media Club of Canada und Women’s Press Club of Toronto
- 1993: Offizier, Order of Canada[4]
- 1995: Gründerpreis des Canadian College of Medical Geneticists
- 1996: Ehrendoktor der Naturwissenschaften, University of Western Ontario
- 2000: Ehrendoktor der Naturwissenschaften, McMaster University
- 2022: Aufnahme in die Community of Distinction Inductees[5]